# BB 10001
La BB 10001 est un prototype de locomotive électrique alimentée en courant alternatif à « fréquence industrielle », c’est-à-dire la fréquence standard délivrée notamment par EDF.
Cette expérimentation a eu lieu sur l'« Étoile de Savoie », dont le premier tronçon était Aix-les-Bains — Annecy. La locomotive est mise en service en 1951 et elle est transformée en BB 20006 bicourant par ajout d'un équipement 1500 V continu en 1964. Elle cesse de circuler en 1971 puis elle est démolie.

## Description

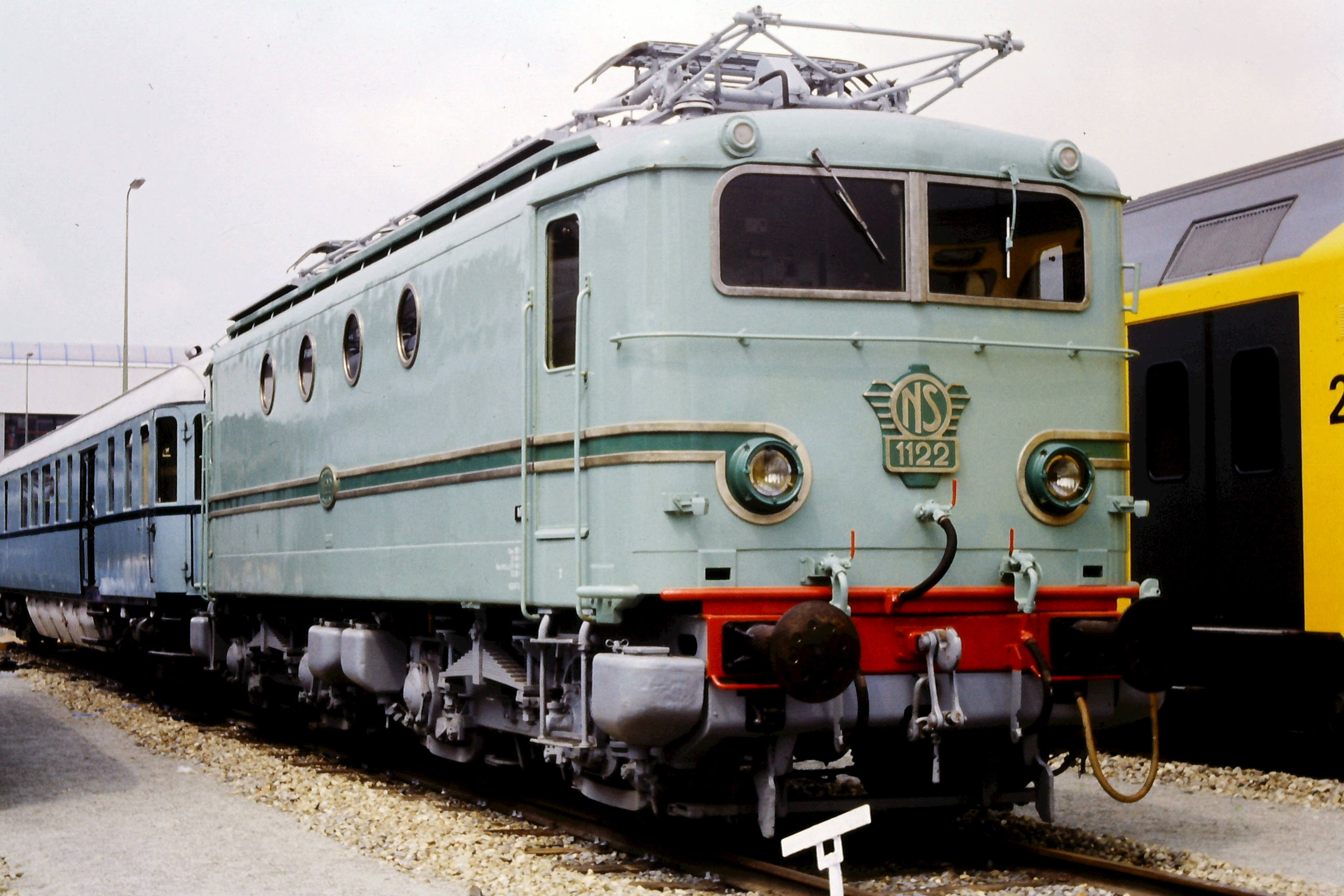
Locomotive type 1100 des NS (livrée d'origine).

La BB 10001 est construite sur la base d'une caisse semblable à celle des locomotives 1100 livrées aux NS, les chemins de fer néerlandais. Ces locomotives dérivent elles-mêmes des BB 8100 françaises.
En raison de la masse de la locomotive limitée par sa disposition à deux bogies de deux essieux et eu égard au volume intérieur disponible, il n'est pas possible de la doter, lors de sa construction, d'un équipement en courant continu. Les organes électriques sont logés dans la caisse entre les deux cabines qui ne sont reliées que par un unique couloir latéral. Elle est alors une locomotive strictement monocourant alternatif.
La chaîne de traction se compose, dans sa configuration d'origine, d'un transformateur puis de redresseurs (poly-anodiques puis excitrons mono-anodiques sous vide d'air) transformant le courant alternatif en courant faiblement ondulé transmis aux quatre moteurs de traction. La partie mécanique est identique à celle des BB 8100, avec deux bogies attelés entre eux, pourvus aux extrémités des organes de tamponnement et qui supportent le châssis de caisse de la locomotive.
Comme sur les machines hollandaises dans leur livrée d'origine, la caisse est ceinturée par un double bandeau en aluminium mais la teinte générale de la caisse est « bleu monophasé », tirant vers le gris foncé, alors que la ceinture entre les deux bandeaux est bleue.
À sa construction, la BB 10001 affiche une puissance continue de 1 987 kW, une puissance unihoraire de 2 090 kW et une masse en ordre de marche de 79,4 t.

## Historique et carrière
Dans le cadre de l'électrification des lignes de Savoie (20 kV-50 Kz), la SNCF commande en 1948 aux constructeurs de matériel ferroviaires trois prototypes de locomotives bicourant à six essieux moteurs : la CC 6051 (SLM, Oerlikon), la CC 6052 (Alsthom) et la BBB 6053 (MTE). En marge de cette commande officielle, Alsthom développe le projet d'une locomotive strictement monophasée sur une base de BB 8100, la BB 8051, que la firme construit à ses frais. Bien qu'elle ne corresponde pas au cahier des charges initial, ses premiers essais sont prometteurs et la SNCF accepte de la racheter.
La locomotive est livrée au dépôt de Chambéry le 28 juin 1951. En 1953, elle est renumérotée BB 10001 et à la même époque subit de légères modifications car la tension en ligne passe de 20  à   25 kV. Elle circule sur les lignes de Savoie en tête de trains de marchandises mais la gare d'Aix-les-Bains alimentée en courant continu lui est interdite, exception faite d'une courte voie en impasse spécialement aménagée. Elle est aussi amenée, dans le cadre d'essais, à emprunter la ligne de Valenciennes à Thionville. En 1954, son rayon d'action savoyard s'étendant à la faveur de nouvelles électrifications vers La Roche-sur-Foron, Annemasse et Saint-Gervais, elle est mutée au dépôt d'Annemasse où elle assure un service assez régulier jusqu'en 1964, date de sa transformation en BB 20006, carrière toutefois entrecoupée de plusieurs passages en atelier pour le montage, à titre expérimental, de différents types de redresseurs.
À l'issue de son seconde carrière sous le nom de BB 20006, la locomotive, victime d'une grave avarie de son transformateur, est réformée en 1971. Après la récupération de certains de ses organes, elle est démolie.